# Swardspeak
Swardspeak (también conocido como gayspeak o gay lingo) es un argot o jerga derivada del taglish (alternancia de código tagalo-inglés) y utilizado por varias personas LGBT en Filipinas.

## Descripción
El swardspeak utiliza elementos del tagalo, inglés, español y algunos del japonés, así como nombres de celebridades y marcas registradas, dándoles nuevos significados en diferentes contextos. Está localizado en gran medida dentro de las comunidades LGBT y utiliza palabras derivadas de los idiomas locales, incluidos cebuano, hiligueino, pampango, pangasinense, samareño y bicolano central.

## Uso
Un rasgo definitorio de la jerga swardspeak es que la mayoría de las veces identifica inmediatamente al hablante como homosexual, lo que facilita que las personas de esa orientación se reconozcan entre sí. Esto crea un grupo exclusivo entre sus hablantes y les ayuda a resistir la asimilación cultural. Más recientemente, se sabe que incluso personas que no son miembros de la comunidad gay utilizan esta forma de hablar, por ejemplo miembros heterosexuales de industrias dominadas por homosexuales, como las industrias de la moda y el cine.
El swardspeak como idioma cambia constantemente, con frases antiguas que se vuelven obsoletas y frases nuevas que entran con frecuencia en el uso cotidiano, lo que refleja cambios en su cultura y también mantiene la exclusividad. La naturaleza dinámica del idioma se niega a consolidarse en una sola cultura y permite una mayor libertad de expresión entre sus hablantes. Se pueden crear palabras y frases para reaccionar a las tendencias populares y crear alternativas a un estilo de vida estrictamente definido. Por estas características, el swardspeak crea un grupo disidente sin ningún vínculo con restricciones geográficas, lingüísticas o culturales, permitiendo a sus hablantes moldear el idioma como mejor les parezca, en relación con los tiempos actuales. De esta manera, la lengua no sólo es "móvil" y parte de una comunidad más amplia, sino que también está abierta a significados e interpretaciones más específicas o locales.

## Origen
La palabra «swardspeak», según José Javier Reyes, fue acuñada por el columnista y crítico de cine Néstor Torre en la década de 1970. El propio Reyes escribió un libro sobre el tema titulado Swardspeak: A Preliminary Study. «Sward» es un término en desuso para referirse a un hombre gay en Filipinas. El origen de las palabras y frases individuales, sin embargo, existe desde hace más tiempo y proviene de una variedad de fuentes.

## Convenciones
El swardspeak es una forma de jerga (y, por tanto, muy dinámica, a diferencia de los coloquialismos) que se basa en lenguas preexistentes. Transforma o crea deliberadamente palabras que se parecen a palabras de otros idiomas, particularmente inglés, japonés, chino, español, portugués, francés y alemán. Es colorido, ingenioso y divertido, con vocabularios derivados de la cultura popular y variaciones regionales. Es ininteligible para las personas que no están familiarizadas con la cultura gay filipina o que no conocen las reglas de uso. No existe un conjunto estandarizado de reglas, pero a continuación se muestran algunas de las convenciones más comunes:
- Reemplazar la primera letra/sílaba de las palabras con la letra "J"/"Sh" o las sílabas "Jo-"/"Sho-" o "Ju-"/"Shu-".

| Swardspeak                                        | Palabra original                     | Idioma de origen            |
| ------------------------------------------------- | ------------------------------------ | --------------------------- |
| Jowa (variante en diminutivo: Jowabelle/Jowabels) | Asawa (cónyuge, usualmente femenina) | Tagalo, cebuano, hiligueino |
| Gora (variante en diminutivo: Gorabelle/Gorabels) | Ir (a un lugar)                      | Inglés                      |
| Shupatembang, Shupated, Jupiter                   | Kapatíd (hermano/a)                  | Tagalo                      |
| Shunga                                            | Tangá (idiota)                       | Tagalo, cebuano, hiligueino |
| Julalay                                           | Alalay (asistente)                   | Tagalo                      |

- Reemplazar la primera letra/sílaba de las palabras por "Ky-" o "Ny-".

| Swardspeak | Palabra original   | Idioma de origen |
| ---------- | ------------------ | ---------------- |
| Kyota      | Batà (niño/a)      | Tagalo           |
| Nyorts     | Shorts             | Inglés           |
| Nyormville | FarmVille          | Inglés           |
| Kyoho      | Mabahò (apestando) | Tagalo           |

- Reemplazar la sílaba final de palabras con "-ash", "-is", "-iz", "-ish", "-itch", "-ech", "-ush" o "-oosh" como sufijo diminutivo o aumentativo.

| Swardspeak                            | Palabra original             | Idioma de origen    |
| ------------------------------------- | ---------------------------- | ------------------- |
| Jotis (una cantidad muy pequeña)      | Jutay (una pequeña cantidad) | Cebuano, hiligueino |
| Jubis (muy gordo/a)                   | obeso                        | Inglés              |
| Jomba                                 | obeso                        | Inglés              |
| Taroosh (muy malévolo/a)              | Taray (malévolo/a)           | Tagalo              |
| Baboosh (adiós)                       | Babay/Bye-bye                | Inglés filipino     |
| Itech (esto)                          | Itó (esto)                   | Tagalo              |
| Sinetch (quién)                       | Sinó (quién)                 | Tagalo              |
| Anech? (qué, usualmente exclamatoria) | Anó? (qué)                   | Tagalo              |

- Reemplazar los sonidos "a", "o" o "u" por "or", "er" o "ur", especialmente directamente antes o después de la consonante "l".

| Swardspeak    | Palabra original                                                | Idioma de origen            |
| ------------- | --------------------------------------------------------------- | --------------------------- |
| Haller/Heller | Hola                                                            | Inglés                      |
| Churchill     | Sosyál (alta sociedad)                                          | Tagalo (del español social) |
| Kalurkey      | Kaloka (increíblemente [entretenido/a], enloquecedor/a, loco/a) | Tagalo (del español loca)   |
| Gander        | Gandá (bello/a)                                                 | Tagalo                      |
| Walley        | Walâ (nada)                                                     | Tagalo                      |

- Invertir el orden de las letras de una palabra, similar a la jerga de cambio de sílaba en tagalo. Se utiliza predominantemente en el swardspeak cebuano.[10]

| Swardspeak                | Palabra original          | Idioma de origen    |
| ------------------------- | ------------------------- | ------------------- |
| Ilij (no)                 | Dili (no)                 | Cebuano             |
| Bayu (amante, novio)      | Uyab (amante)             | Cebuano             |
| Nial (malo, desagradable) | Lain (malo, desagradable) | Cebuano, hiligueino |

- Juegos de palabras, malapropismos, cambios de código, palabras onomatopéyicas que se asemejan a palabras preexistentes y anglicización deliberadamente incorrecta de las palabras.

| Swardspeak | Palabra(s) original(es)                                                                               | Idioma de origen                |
| --- | --- | ------------------------------- |
| Crayola (llorar, estar triste) | Cry                                                                                                   | Inglés                          |
| Antibiotic (desagradable) | Antipátika (desagradable)                                                                             | Tagalo (del español antipática) |
| Liberty (libre) | Libre (libre)                                                                                         | Tagalo (del español libre)      |
| Career/Karír ('tomar en serio', en el sentido de "lo convirtieron en su carrera", usado como verbo, por ej. karirin, "to career", kinareer) | Carrera                                                                                               | Inglés                          |
| Fillet O'Fish (sentirse atraído por alguien)                                                                                                | Sentir (simpatizar)                                                                                   | Inglés                          |
| Kapé / Capuccino / Coffeemate (ser realista)                                                                                                | "Despierta y huele el café". (una corrupción humorística de "Despierta y huele las rosas")            | Inglés filipino                 |
| Thundercats (ancianos, o personas mayores, particularmente hombres homosexuales mayores)                                                    | Matandà (viejo)                                                                                       | Tagalo                          |
| Chiminey Cricket (criada) | Corrupción deliberada de Pepito Grillo, Chimáy (jerga tagalo para empleada doméstica)                 | Tagalo                          |
| Warla (guerra, pelear) | Guerra                                                                                                | Inglés                          |
| Nota (pene) | Descripción como nota musical                                                                         | Tagalo                          |
| Pocahontas (prostituta) | Pokpok (jerga para 'prostituta')                                                                      | Tagalo                          |
| Pagoda Cold Wave Lotion (cansado/a, exhausto/a)                                                                                             | Una marca disponible localmente de loción para fijar ondas permanentes y pagód (cansado/a, agotado/a) | Tagalo                          |
| Mudra (madre, también se usa para referirse a amigas con niños)                                                                             | Madre                                                                                                 | Español, portugués              |
| Pudra (padre, también se usa para referirse a amigos con niños)                                                                             | Padre                                                                                                 | Español, portugués              |
| Hammer (prostituta) | Pokpok (jerga para "prostitute"), Pokpok (palabra tagalo onomatopéyica para "golpear", "martillar")   | Tagalo, inglés                  |
| Biyuti/Beyooti (hermoso/a, bonito/a) | Beauty, juego de palabras del cebuano bayot ("gay")                                                   | Inglés, cebuano                 |
| Silahis (hombre bisexual, a menudo extravagante)                                                                                            | Silahis (rayo [de sol], rayo)                                                                         | Tagalo                          |
| Boyband (niño gordo) | Un juego de palabras con el tagalo baboy ("cerdo")                                                    | Tagalo, inglés                  |
| G.I. Joe (Un amante extranjero, particularmente estadounidense)                                                                             | Acrónimo para 'Gentleman Idiot' ("caballero idiota")                                                  | Inglés                          |
| Opposition Party (una ocasión social con muchos problemas esperados)                                                                        | Juego de palabras de oposición política                                                               | Inglés                          |
| Egyptian Airlines (yipni) | jeepney, jeep (o "dyip" en tagalo)                                                                    | Inglés                          |
| Geisha (él es gay) | gay siya                                                                                              | Inglés, tagalo                  |

- Referencias a la cultura popular, normalmente celebridades o programas de televisión. Se pueden seleccionar para reemplazar una palabra en referencia a las cosas por las que fueron famosos, simplemente porque partes de las palabras riman, o ambas cosas.

| Swardspeak | Palabra o concepto original                                           | Derivado de |
| --- | --------------------------------------------------------------------- | --- |
| Julie Andrew (ser atrapado haciendo trampa)                                                                    | Hulì (Tagalo, 'ser atrapado')                                         | 'Julie' rima con 'Huli', y hace referencia a la actriz Julie Andrews                                                   |
| Gelli de Belén                                                                                                 | Jealous                                                               | Gelli de Belen |
| Winnie Cordero (ganar, haber ganado)                                                                           | Win                                                                   | Winnie Cordero |
| Luz Valdez (perder, haber perdido)                                                                             | Lose                                                                  | Luz Valdez |
| Toy Story (juguete o cualquier otro tipo de objeto para jugar)                                                 | toy                                                                   | Toy Story |
| Julanis Morissette (lloviendo)                                                                                 | ulan (tagalo para "lluvia")                                           | Alanis Morissette |
| Jinit Jackson (clima cálido)                                                                                   | init (tagalo para "caliente")                                         | Janet Jackson |
| Tommy Lee Jones / Tom Jones (hambriento)                                                                       | Tom-guts (argot de cambio de sílaba en tagalo para gutóm, hambriento) | Tommy Lee Jones, Tom Jones                                                                                             |
| Stress Drilon (estrés)                                                                                         | stress                                                                | Ces Oreña-Drilon |
| Haggardo Versoza (demacrado/a)                                                                                 | haggard (agotado/a, cansado/a)                                        | Gardo Versoza |
| X-Men (anteriormente parecía heterosexual, saliendo del armario, especialmente de hipermasculino a afeminado.) | "Ex-man" ("ex-hombre")                                                | X-Men |
| Fayatollah Kumenis (delgado)                                                                                   | Payát (tagalo para "delgado")                                         | Ayatolá Jomeini |
| Barbra Streisand (ser rechazado tajantemente, bloqueado)                                                       | Bará (tagalo para "bloquear", incluyendo verbalmente)                 | Barbra Streisand |
| Muriah Carrey (barato)                                                                                         | Mura (Tagalo para "barato")                                           | Mariah Carey |
| Lupita Kashiwahara (cruel)                                                                                     | Lupít (tagalo para "cruel")                                           | Lupita Aquino-Kashiwahara (directora de cine y televisión filipina y hermana del senador asesinado Benigno Aquino Jr.) |
| Carmi Martin (karma)                                                                                           | Karma                                                                 | Carmi Martin |
| Rita Gómez (irritante, molesto/a)                                                                              | Nakaka-iritá (tagalo para "irritante")                                | Rita Gómez |
| Mahalia Jackson (caro/a)                                                                                       | Mahál (tagalo para 'caro/a', 'precioso/a', 'querido/a')               | Mahalia Jackson |
| Anaconda (traidor/a, traicionar)                                                                               | Ahas (jerga en tagalo para "traicionar", literalmente "víbora")       | Anaconda (película) |
| Badinger Z (homosexual)                                                                                        | Badíng (término peyorativo en tagalo para "homosexual")               | Mazinger Z (anime) |
| Taxina Hong Kingston (esperar por un taxi)                                                                     | Taxi                                                                  | Maxine Hong Kingston                                                                                                   |
| Noël Coward (No)                                                                                               | No                                                                    | Noël Coward |
| Oprah Winfrey (promesa)                                                                                        | Promesa                                                               | Oprah Winfrey |
| Sharon Cuneta (sí, seguro)                                                                                     | Seguro                                                                | Sharon Cuneta |
| Jesus Christ Superstar/Optimus Prime (cambio de imagen de moda, para cambiarse a ropa más moderna.)            | Resurrección, Transformación                                          | Jesus Christ Superstar, Optimus Prime                                                                                  |

- Palabras prestadas de otros idiomas, particularmente palabras en español en desuso durante mucho tiempo en Filipinas (que tienen formas femeninas de palabras preferidas en swardspeak que está ausente en la mayoría de los idiomas filipinos), inglés y japonés.[11]

| Swardspeak                                          | Definición                                                                                             | Origen                                                                                    |
| --------------------------------------------------- | --- | ----------------------------------------------------------------------------------------- |
| Drama (también significa el adjetivo "dramático/a") | Melodrama, exageración, drama [queen]                                                                  | Inglés                                                                                    |
| Carry/Keri                                          | Llevarse bien, manejable                                                                               | Inglés                                                                                    |
| Siete Pecados                                       | Entrometido/a, chismoso/a                                                                              | Español                                                                                   |
| Puñeta (también escrito como punyeta)               | Blasfemia general, aproximadamente equivalente a "joder".                                              | Argot en español, con diversos grados de obscenidad percibida. Literalmente "en un puño". |
| Chiquito                                            | Pequeño                                                                                                | Español                                                                                   |
| Coño (también escrito como 'konyo')                 | Alta sociedad, especialmente miembros de la alta sociedad [ricos] que hablan exclusivamente en taglish | Argot en español para "vagina".                                                           |
| Otoko                                               | Hombre varonil                                                                                         | Japonés, 男 (otoko)                                                                       |
| Berru                                               | Cerveza                                                                                                | Japonés, ビール (bīru)                                                                    |
| Watashi                                             | Yo | Japonés, 私 (watashi)                                                                     |